# Jogo do Ano
Der Jogo do Ano (portugiesisch für Spiel des Jahres) ist ein Spielepreis, der seit 2006 in Portugal von der Spielergruppe SpielPortugal vergeben wird.
Jeder Teilnehmer benennt zehn eigene Spiele als Vorschläge; daraus ergeben sich die fünf nominierten Spiele. Diese werden danach von einer Jury nach mehreren Parametern wie dem Spaßfaktor, der Produktqualität, dem Thema, der Spielmechanik und der Interaktion bewertet.

## Preisträger
| Jahr | Spiel (deutscher Titel)                   | Autor(en)                                                      |
| ---- | ----------------------------------------- | -------------------------------------------------------------- |
| 2006 | Imperial                                  | Walther Gerdts                                                 |
| 2007 | Brass (Kohle: Mit Volldampf zum Reichtum) | Martin Wallace                                                 |
| 2008 | Agricola                                  | Uwe Rosenberg                                                  |
| 2009 | Maria                                     | Richard Sivél                                                  |
| 2010 | Troyes                                    | Sébastien Dujardin, Xavier Georges und Alain Orban             |
| 2011 | Ora et Labora                             | Uwe Rosenberg                                                  |
| 2012 | Keyflower                                 | Sebastian Bleasdale, Richard Breese                            |
| 2013 | –                                         | –                                                              |
| 2014 | Nations                                   | Rustan Håkansson, Nina Håkansson, Einar Rosén und Robert Rosén |
| 2015 | La Granja                                 | Michael Keller, Andreas Odendahl                               |
| 2016 | Mombasa                                   | Alexander Pfister                                              |
| 2017 | Great Western Trail                       | Alexander Pfister                                              |
| 2018 | Lisboa                                    | Vital Lacerda                                                  |
| 2019 | Root                                      | Cole Wehrle                                                    |
| 2020 | Barrage (Wasserkraft)                     | Tommaso Battista, Simone Luciani                               |
| 2021 | Imperial Struggle                         | Ananda Gupta, Jason Matthews                                   |
| 2022 | Imperial Steam                            | Alexander Huemer                                               |
| 2023 | Carnegie                                  | Xavier Georges                                                 |
| 2024 | Nucleum                                   | Dávid Turczi, Simone Luciani                                   |